# Hathor
För asteroiden, se 2340 Hathor.

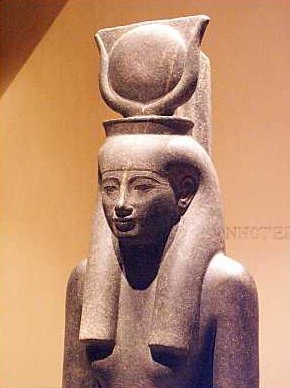
Staty av Hathor (museet i Luxor)

Hathor var en himmels- och modergudinna i egyptisk mytologi. Hon var också en kärlekens gudinna.
Hathor gestaltades med en solskiva på huvudet, antingen som kvinna, som ko eller som en kvinna med kohuvud. Hon förknippades både med barnavård och fest. 
Den främsta kultplatsen för Hathor var Dendera.
Gudinnan Isis övertog senare Hathors symboler. Hathor hade en make som hette Ra och en son som hette Horus (heru'Ur). Ra var inte bara Hathors man, utan han var också hennes far. 

## Inom nyhedendom
På tarotkortet Översteprästinnan ses prästinnan ofta bära en huvudbonad likt den huvudbonad Hathor gestaltas med.